# 1744
1744 (MDCCXLIV) var ett skottår som började en onsdag i den gregorianska kalendern och ett skottår som började en söndag i den julianska kalendern.

## Händelser

### Mars
- Mars – Det danska krigshotet mot Sverige avlägsnas genom en uppgörelse med Danmark.

### Juli
- Juli
  - Ryssland går motvilligt med på att kalla hem sina trupper från Sverige.
  - Öregrund drabbas av en stadsbrand.[1]
- 17 juli – Adolf Fredrik gifter sig preliminärt med Lovisa Ulrika av Preussen.

### Augusti
- 29 augusti – Den verkliga vigseln mellan Adolf Fredrik och Lovisa Ulrika äger rum.

### Okänt datum
- Arkitekten Carl Hårleman får i uppdrag att återställa Uppsala slott, med tanken att det skall bli bostad åt det svenska kronprinsparet.
- De första golfreglerna upprättas av Gentlemen Golfers of Leith i Edinburgh i Skottland.
- Enligt kunglig befallning reserveras tobaksförsäljningen i Sveriges städer för kvinnor i behov av att försörja sig, ruinerade borgare och krigsinvalider: denna regel bekräftas återigen 1772, då med tillägget att tobakshandlarna endast får anlita tonårspojkar eller kvinnor som assistenter och inte anta lärlingar. [2]

## Födda
- 13 februari – John Walker, amerikansk politiker, senator 1790.
- 27 februari – Jacob Guntlack, svensk tjuv.
- 19 maj – Charlotte av Mecklenburg-Strelitz, drottning av Storbritannien 1761–1818 (gift med Georg III)
- 9 juni – Frans Suell, svensk affärsman.
- 15 juni – Maria Kristina Kiellström, förlagan till Bellmans Ulla Winblad.
- 4 juli – Samuel Gottlieb Gmelin, tysk naturforskare.
- 17 juli – Elbridge Gerry, amerikansk politiker (demokrat-republikan), guvernör i Massachusetts 1810–1812, USA:s vicepresident 1813–1814.
- 20 juli – Joshua Clayton, amerikansk politiker.
- 1 augusti – Jean-Baptiste de Lamarck, den förste vetenskapsman som lade fram en evolutionsteori.
- 16 augusti – Pierre François André Méchain, fransk astronom.
- 25 augusti – Johann Gottfried Herder, tysk filosof, författare, historiker och pedagog.
- 29 augusti – Samuel Olof Tilas, svensk baron, poet och kommissionssekreterare i Konstantinopel.
- 31 augusti – John Houstoun, amerikansk politiker och jurist, guvernör i Georgia 1778–1779 och 1784–1785.
- 11 november – Abigail Adams, amerikansk feminist, gift med president John Adams, mor president John Quincy Adams.

## Avlidna
- 25 april – Anders Celsius, svensk astronom, berömd för Celsius temperaturskala.
- 30 maj – Alexander Pope, brittisk författare.
- 18 oktober – Sarah Jennings Marlborough, politiskt aktiv brittisk hovfunktionär.

### Fotnoter
1. ↑  ”Värmlands brandhistoriska klubb”. Arkiverad från originalet den 12 oktober 2011. https://www.webcitation.org/62NB7kO36?url=http://www.brandhistoriska.org/olyckor_se.html. Läst 25 mars 2011.
2. ↑  Du Rietz, Anita, Kvinnors entreprenörskap: under 400 år, 1. uppl., Dialogos, Stockholm, 2013